# Стэнли, Фредерик, 16-й граф Дерби
Фре́дерик А́ртур Стэ́нли (англ. Frederick Arthur Stanley, 15 января 1841, Лондон — 14 июня 1908), 1-й барон Стэнли-Престон, 16-й граф Дерби — британский политик. Военный министр в правительстве Дизраэли (1878—1880), министр колоний Великобритании в первом правительстве Солсбери (1885—1886), шестой генерал-губернатор Канады (с 1888 по 1893 год). Его именем назван Кубок Стэнли по хоккею с шайбой; в 1945 году имя лорда Стэнли было включено в списки Зала хоккейной славы.

## Биография

### Молодость и начало парламентской карьеры
Фредерик Артур Стэнли родился в 1841 году в семье Эдуарда Джорджа Джеффри Смита-Стэнли, будущего премьер-министра Великобритании, и Эммы Каролины Уилбрэм. Фредерик был вторым из трёх детей в семье, его старшим братом был Эдуард Генри Стэнли. Окончив Итонский колледж, Фредерик в 1858 году поступил на военную службу в полк гренадерской гвардии, откуда ушёл в отставку в 1858 году в звании капитана (впоследствии ему было присвоено почётное звание полковника 3-го и 4-го батальонов Собственного его величества Ланкаширского полка и первого добровольческого батальона Ливерпульского полка). Незадолго до отставки, в мае 1864 года, он женился на леди Констанс Вильерс (дочери 4-го графа Кларендона), которая впоследствии родила ему десятерых детей.
По окончании службы Стэнли начал карьеру политика, уже в 1865 году став депутатом Палаты общин от Консервативной партии. В своём первом парламенте он представлял округ Престон, расположенный вблизи от родовых владений семьи Стэнли в Ланкашире. В феврале 1868 года, после отставки его отца с поста премьер-министра и формирования кабинета Дизраэли, Фредерик Стэнли занял первый в карьере государственный пост — гражданского лорда — члена Комитета Адмиралтейства. В ноябре того же года на выборах в Палату общин от Северного Ланкашира ему удалось одержать победу над либеральным кандидатом лордом Хартингтоном, представлявшим этот округ в парламенте с 1857 года.

### Деятельность в правительстве
Стэнли продолжал представлять Северный Ланкашир в Палате общин до 1885 года, сохранив место без борьбы на выборах 1874 года и выиграв общие выборы 1880 года и двое довыборов (в 1878 и 1885 годах). После переформирования границ округов он в течение года представлял в Палате общин Блэкпул (выиграв выборы в ноябре 1885 и июле 1886 года), прежде чем стать членом Палаты лордов. Не будучи в отличие от отца блестящим оратором, Фредерик Стэнли в то же время проявил себя как способный администратор. С февраля 1874 по август 1877 года он занимал должность финансового секретаря военного министерства и в этом качестве получил высокую оценку от военного министра Гаторна Харди: когда в 1877 году Дизраэли перевёл Стэнли на пост финансового секретаря казначейства, Гаторн Харди публично выражал огорчение этим переводом.
В апреле 1878 года Стэнли уже сам был назначен на пост военного министра, унаследовав пост от Гаторна Харди, назначенного министром по делам Индии, и одновременно включён в Тайный совет Великобритании. Назначение Стэнли в военное министерство состоялось в период трений в правящей Консервативной партии по поводу антироссийской политики, проводимой правительством Дизраэли в Восточной Европе, однако этот кризис вскоре миновал, и два года Стэнли на посту военного министра прошли спокойно; в этой роли ему оставалось продолжать реформу вооружённых сил, начатую Эдуардом Кардуэллом. В качестве военного министра Стэнли пользовался популярностью в войсках и личным расположением главнокомандующего — герцога Кембриджского, но вынужден был оставить пост, когда в 1880 году консерваторы потерпели поражение на выборах. При выходе в отставку он был произведён в рыцари Большого креста ордена Бани.
Когда в 1885 году был сформирован первый правительственный кабинет Солсбери, Фредерик Стэнли занял в нём кресло министра по делам колоний. Кабинет Солсбери, однако, просуществовал только семь месяцев, уйдя в отставку в феврале 1886 года, и среди того немногого, что Стэнли успел в качестве министра по делам колоний, Национальный биографический словарь 1912 года выделяет только отзыв генерала Чарльза Уоррена из Бечуаналенда. В августе 1886 года Стэнли стал пэром Соединённого королевства как барон Стэнли из Престона и покинул Палату общин, войдя в состав Палаты лордов. В новом правительстве Солсбери он занимал пост президента министерства торговли.

### Генерал-губернатор Канады
1 мая 1888 года Стэнли был назначен новым генерал-губернатором Канады. Он прибыл в Канаду в июне того же года с женой и четырьмя из восьмерых выживших детей, включая 23-летнего первенца, Эдварда (остальные четверо детей остались в Англии). Тем же летом чета Стэнли, помимо официальной резиденции в Оттаве, приобрела усадьбу у залива Шалёр в Квебеке, неподалёку от Нью-Ричмонда.
В роли генерал-губернатора Стэнли много путешествовал по Канаде, поощряя её заселение и установление хороших отношений с коренными народами. Опираясь на свой военный и административный опыт, он сумел обратить внимание канадского премьер-министра Дж. А. Макдональда на плачевное состояние Канадской милиции и нецелевое использование выделяемых на её содержание денег. Стэнли рекомендовал уменьшить численность милиции за счёт увеличения её эффективности. Важным шагом стал также его отказ в 1889 году выступить против принятого правительством Квебека спорного закона о собственности иезуитов; другие провинции, где было сильно недоверие к католической церкви, выступили против этого закона, но генерал-губернатор счёл вмешательство федеральных органов во внутренние дела одной провинции неконституционным.
В целом, однако, генерал-губернатор проявлял на канадской политической сцене осторожность, граничащую с нерешительностью. Это, в частности, проявилось во время политического кризиса в январе 1891 года, когда Макдональд намеревался распустить парламент из-за аннексационистского памфлета Эдварда Фаррера. В этом памфлете Стэнли «не усмотрел изменнических выражений», но при этом предоставил премьер-министру полную свободу действий. В середине того же года, когда смерть Макдональда повлекла за собой новый политический кризис, генерал-губернатор усугубил его, отказавшись назвать преемника премьер-министра до его похорон, хотя отдавал предпочтение кандидатуре Дж. С. Д. Томпсона. Только после того, как Сенат назначил временным премьер-министром Джона Эбботта, Стэнли постфактум утвердил это назначение.
Одновременно со внутренними раздорами в кабинете Эбботта Канада в это время переживала и внешнеполитический кризис, связанный с арестом канадских охотников на тюленей властями США в Беринговом море. Канада и Великобритания, представляемая генерал-губернатором, разошлись в вопросе о том следует ли рассматривать вытекавшие из этого шага вопросы о материальной компенсации и территориальных правах вместе или по отдельности. Стэнли добросовестно служил передаточным звеном между канадскими министрами и имперским министерством по делам колоний, хотя в общении с министром Генри Хатсфордом и называл откровенно некоторые из канадских вопросов и требований «идиотскими». Стэнли также участвовал в переговорах о возможном присоединении Ньюфаундленда к Канадской конфедерации.
Когда в конце 1892 года уже Джон Эбботт тяжело заболел, генерал-губернатор действовал энергичнее, чем за полтора года до этого, и оперативно передал полномочия премьер-министра Томпсону, сформировавшему более эффективное правительство. Срок полномочий Стэнли на посту генерал-губернатора должен был истечь в сентябре 1893 года, но ему пришлось вернуться в Англию раньше, поскольку в апреле умер его старший брат, не оставив после себя детей, и Фредерик Артур стал 16-м графом Дерби, что накладывало на него немедленные обязательства на родине. Стэнли оставил пост генерал-губернатора в июле 1893 года, по возвращении в Англию удостоившись похвал от колониального министра лорда Рипона за свою деятельность в этой должности.
Семья лорда Стэнли, в особенности его сын Артур, в годы пребывания в Канаде проявляла живой интерес к развивающемуся в этой стране хоккею с шайбой (впервые в жизни увидев эту игру на Монреальском зимнем карнавале 1888 года). В марте 1892 года генерал-губернатор пожертвовал Канаде кубок, который должен был стать призом лучшей хоккейной команде Канадского доминиона. Приз, официально получивший название Хоккейного кубка вызова Доминиона, быстро стал известен как Кубок Стэнли. Приз был впервые вручён весной 1893 года, когда лорд Стэнли уже готовился к отъезду и поэтому не смог присутствовать на церемонии. Первоначально Кубок Стэнли разыгрывался среди любительских команд, но в дальнейшем стал основным призом в профессиональном хоккее Канады, а затем и Северной Америки в целом (с 1926 года — официальный приз НХЛ).

### Последние годы жизни
Хотя после возвращения из Канады новый граф Дерби не занимал больше официальных государственных постов, он продолжал вести активную общественную жизнь. Он пропагандировал идеи тесных связей между Великобританией и её заморскими территориями, в 1904 году заняв пост председателя Лиги Британской империи, и поддерживал союз правящей Консервативной партии с либерал-юнионистами в рамках работы третьего правительства Солсбери.
В 1895—1896 годах Стэнли был первым лорд-мэром Ливерпуля (впоследствии в городской ратуше ему была воздвигнута статуя), а с 1897 года — лордом-наместником Ланкашира. В 1902 году лорд Стэнли был избран гильдейским мэром Престона, а когда в 1903 году был основан Ливерпульский университет, стал его первым канцлером. Много внимания он уделял благотворительности, занимая пост вице-президента Мидлсекского госпиталя, а в 1907 году — пост председателя Франко-английской выставки в Лондоне. В 1897 году он был произведён в рыцари ордена Подвязки, а в 1905 году — в рыцари Большого креста Королевского Викторианского ордена.
Унаследовав титул графа Дерби, лорд Стэнли продолжил семейные традиции в области разведения скаковых лошадей. Его лошади достигали наибольших успехов в 1893 и 1906 годах, выиграв Эпсомское дерби (во второй год лошади графа Дерби в общей сложности завоевали 44 награды). Здоровье лорда Стэнли ухудшилось в начале 1908 года, и в июле того же года он скончался в своём поместье Холвуд в Кенте, оставив после себя жену, семерых сыновей и дочь. Похоронен в родовом имении Ноузли близ Ливерпуля. Титул графа Дерби унаследовал его старший сын Эдуард Стэнли.